# Station Filton Abbey Wood
Filton Abbey Wood is een spoorwegstation van National Rail in Filton, South Gloucestershire in Engeland. Het station is eigendom van Network Rail en wordt beheerd door Great Western Railway. 